# Stația de metrou Bajza utca (Budapesta)
Bajza utca este o stație de metrou situată pe magistrala M1 (Millennium) din Budapesta. Această stație de metrou este situată în districtul VI, la intersecția Bulevardului Andrássy cu strada omonimă, Bajza utca. Această stradă a fost numită după poetul maghiar József Bajza. Stația a fost deschisă în anul 1896, interioarele sale fiind construite în stil clasic, de asemenea ca și celelalte stații ale acestei linii. Stația se află la o adâncime de 3 metri sub nivelul solului.

## Timpi de parcurs
| Linia | Stația          | Timpul de parcurs |
| M1    | Vörösmarty tér  | 7 min             |
| M1    | Deák Ferenc tér | 6 min             |
| M1    | Mexikói út      | 4 min             |